# Chrysogorgia desbonni
Chrysogorgia desbonni är en korallart som beskrevs av Duchassaing och Giovanni Michelotti 1864. Chrysogorgia desbonni ingår i släktet Chrysogorgia och familjen Chrysogorgiidae. Inga underarter finns listade i Catalogue of Life.